# Autonome Universiteit van Nuevo León
De Autonome Universiteit van Nuevo León (Spaans: Universidad Autónoma de Nuevo León, UANL) is een universiteit in Monterrey.
De voorganger van de UAML was een katholiek onderwijsinstituut dat in 1703 was opgericht. Na de onteigening van kerkelijke goederen tijdens de hervormingsoorlog ging gouverneur van Nuevo León Santiago Vidaurri in 1859 over tot oprichting van de universiteit. In 1971 verkreeg de universiteit haar autonomie.
Bekende alumni zijn Jorge Treviño Martínez, Sócrates Rizzo, Fernando Elizondo Barragán, Reyes Tamez, María Teresa Herrera, Luis Eugenio Todd, José Natividad González Parás en Mauricio Fernández Garza. De voetbalclub Tigres is gelieerd aan de UANL en speelt in het Estadio Universitario, dat eigendom is van de universiteit. Het tv-station XHMNU-TV wordt eveneens door de universiteit beheerd.